# Wilhelm Alzinger
Wilhelm Alzinger (* 11. August 1928 in Wien; † 2. Jänner 1998 ebenda) war ein österreichischer Klassischer Archäologe.

## Leben
Wilhelm Alzinger studierte ab 1946 Klassische Archäologie an der Universität Wien und wurde 1951 bei Hedwig Kenner und Artur Betz mit einer Arbeit über Die römerzeitlichen Hügelgräber in Österreich zum Dr. phil. promoviert. Seit 1952 war Alzinger Mitarbeiter des Österreichischen Archäologischen Instituts (ÖAI) und wurde 1967 zum Staatsarchäologen 1. Klasse ernannt. 1970 habilitierte er sich mit einer Schrift zur augusteischen Architektur in Ephesos an der Universität Wien und lehrte dort neben seiner Tätigkeit am ÖAI als Universitätsdozent (seit 1971) bzw. außerordentlicher Professor (seit 1978). Architektur und Bauforschung bildeten die Schwerpunkte seiner Lehre. 1993 ging er in den Ruhestand.
Alzinger nahm unter anderem an den Grabungen in Ephesos (ab 1960) und Agrigent teil. 1956 wurde er Leiter der Ausgrabungen in Aguntum, von 1972 bis 1988 leitete er die Grabungen in Aigeira.
Alzinger war Mitglied des Deutschen Archäologischen Instituts. Von 1956 bis 1961 und 1974 bis 1977 war er Vorsitzender bzw. stellvertretender Vorsitzender der Österreichischen Gesellschaft für Ur- und Frühgeschichte.
Er wurde auf dem Baumgartner Friedhof in Wien (Gruppe 22, Nummer 637) bestattet.

## Schriften (Auswahl)
- Aguntum. Führer durch die römerzeitlichen Ruinen östlich von Lienz. Wien 1958.
- Die Stadt des siebenten Weltwunders. Die Wiederentdeckung von Ephesos. Wollzeilen Verlag, Wien 1962.
- mit Anton Bammer: Das Monument des C. Memmius (= Forschungen in Ephesos. Bd. 7). Österreichisches Archäologisches Institut, Wien 1971 (Digitalisat).
- Die Ruinen von Ephesos. Koska, Berlin [u. a.] 1972.
- Augusteische Architektur in Ephesos. Österreichisches Archäologisches Institut, Wien 1974.